# Parafia Znalezienia Świętego Krzyża w Niebylcu
Parafia Znalezienia Świętego Krzyża w Niebylcu – parafia rzymskokatolicka znajdująca się w diecezji rzeszowskiej w dekanacie Czudec.
Parafia została erygowana w 1464 roku.
Obecny murowany kościół parafialny zbudowany w latach 1936–1943 według projektu Tadeusza Mulickiego z Rzeszowa, został konsekrowany 12 czerwca 1956 przez biskupa przemyskiego Franciszka Bardę.
Terytorium parafii obejmuje Niebylec, Gwoździankę, Konieczkową, Malówkę oraz częściowo Baryczkę i Jawornik. W Gwoździance jest kościół filialny św. Kosmy i Damiana (dawna cerkiew).

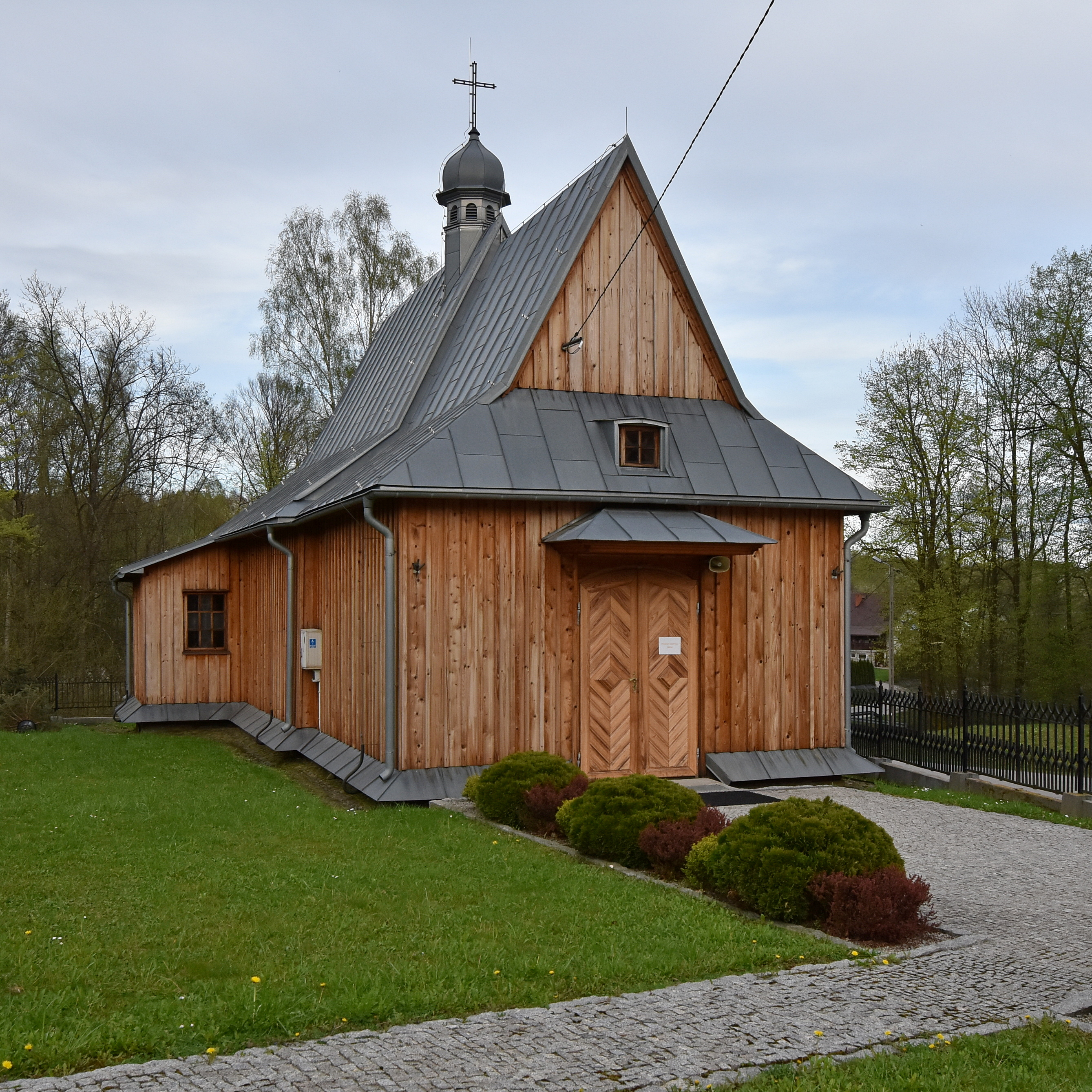
Gwoździanka, cerkiew; obecnie kościół filialny